# 淮南国

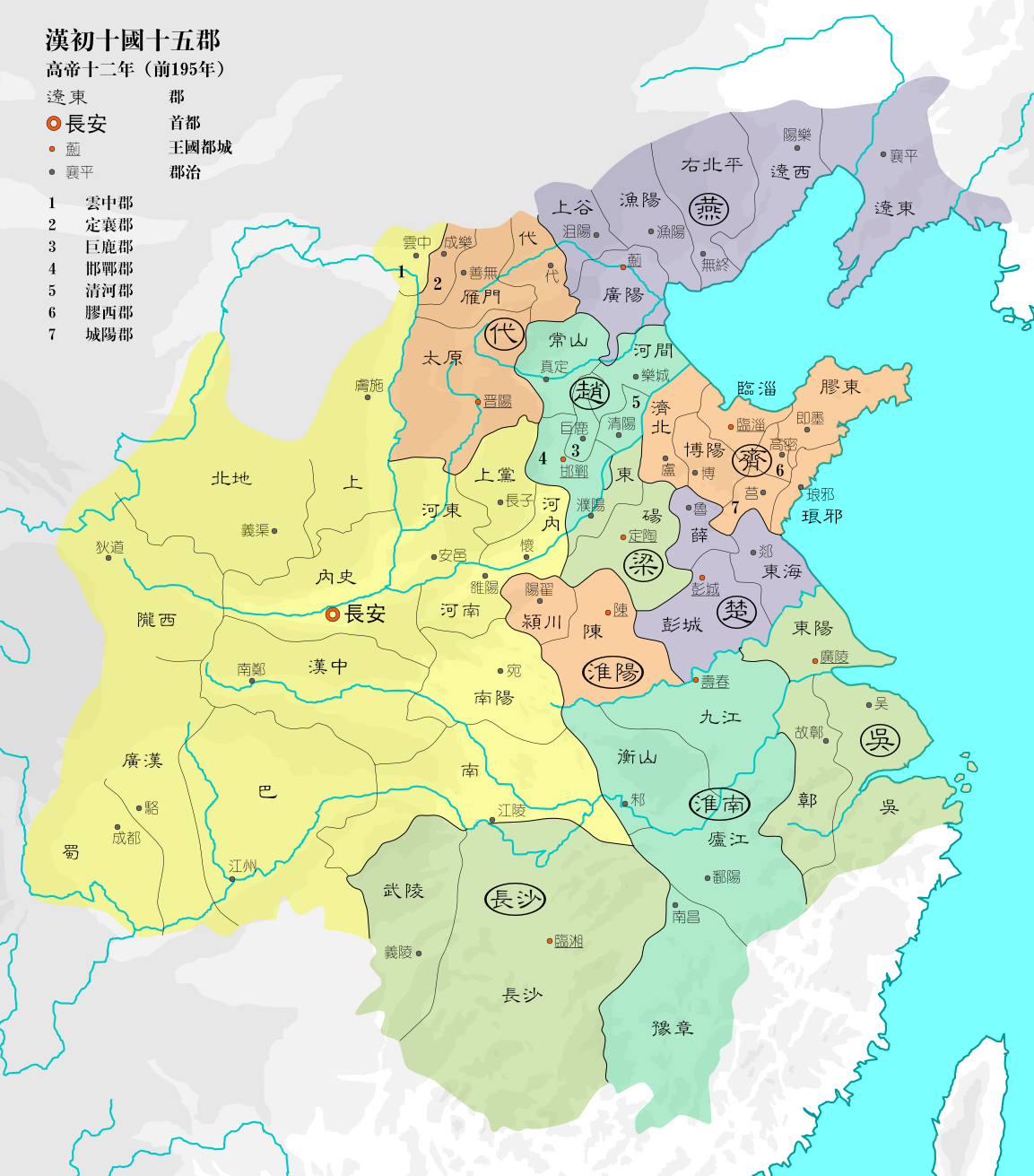
前195年，淮南国位於汉朝境内的位置。

淮南国，西汉时期封国，漢初的十國十五郡之一，存在时间为前203年-前122年。淮南国辖境为九江郡、衡山郡、庐江郡、豫章郡四郡。淮南国共历3王。

## 历史
前203年，刘邦劝降英布，封其为淮南王。前196年，刘邦废英布王位，立刘长为淮南王。前173年，汉文帝废刘长王位。前164年，原淮南国一分为三，析出衡山国和庐江国。刘长长子刘安继承淮南王王位，次子刘勃封衡山王，三子刘赐封庐江王。前153年，七王之乱后刘勃改封济北王，刘赐改封衡山王，庐江国国除置郡。前122年，刘安和刘赐卷入谋反罪，先后自杀而亡。同年，废除淮南国和衡山国，改为九江郡和衡山郡。

## 淮南王
- 英布 前203年-前196年
- 刘长 前196年-前173年
- 刘安 前164年-前122年